# Бектенов, Олжас Абаевич
Олжас Абаевич Бектенов (каз. Олжас Абайұлы Бектенов; род. 13 декабря 1980, Алма-Ата, Казахская ССР) — казахстанский государственный и политический деятель, Премьер-министр Республики Казахстан с 6 февраля 2024 года.

## Образование
В 2001 году с отличием окончил Казахскую государственную юридическую академию по специальности «юриспруденция» (ныне Университет КазГЮУ им. М. С. Нарикбаева).
Кандидат юридических наук (тема диссертации: «Организационно-правовые проблемы предупреждения административной деликтности несовершеннолетних в Республике Казахстан»).

## Трудовая деятельность
В 2002—2005 годах — главный специалист отдела в управлении юстиции Алматы.
В 2005—2006 годах был экспертом, затем главным экспертом юридического отдела Канцелярии премьер-министра Казахстана.
В 2006—2009 годах работал в Администрации президента Республики Казахстан Нурсултана Назарбаева.
С 2009 по 2012 год занимал должность заместителя председателя Комитета регистрационной службы и оказания правовой помощи Министерства юстиции Казахстана.
В 2012—2014 годах был начальником департамента в центральном аппарате Агентства Казахстана по борьбе с экономической и коррупционной преступностью (финансовой полиции).
С января по июль 2015 года занимал пост руководителя управления государственных закупок города Астаны.
В 2015—2016 годах — руководитель аппарата акима (мэра) Астаны, заведующий секретариатом руководителя Администрации президента Республики Казахстан.
В 2016—2017 годах возглавлял департамент Национального бюро по противодействию коррупции (Антикоррупционной службы) по Астане.
В 2017—2018 годах — заместитель акима Акмолинской области по вопросам экономики.
С июня 2018 года был заместителем председателя Агентства Республики Казахстан по делам государственной службы и противодействию коррупции.
С июня 2019 по февраль 2022 года — первый заместитель председателя, с февраля 2022 по апрель 2023 года — председатель Агентства Республики Казахстан по противодействию коррупции. На этой должности Бектенов сконцентрировался на возвращении в страну денег, которые вывели коррупционеры. По словам Бектенова, ему удалось вернуть около 500 млрд тенге.
3 апреля 2023 года указом главы государства назначен руководителем Администрации президента Республики Казахстан Касым-Жомарта Токаева. Где занимался реорганизацией структуры, в частности, упразднил должности заместителей руководителя администрации.
6 февраля 2024 года указом президента Республики Казахстан назначен на пост премьер-министра Республики Казахстан.

## Звание
Генерал-лейтенант антикоррупционной службы (октябрь 2022)

## Награды
- Орден Айбын 2-й степени (2014)
- Орден Данк 2-й степени (2021)